# Sentinel (Marvel Comics)
Sentinel é uma Banda Desenhada norte-americana inédita nos países lusófonos, publicada em 12 números pela Marvel Comics na sua linha editorial Tsunami entre 2003 e 2004, sendo republicada em 2004 sob a forma de duas compilações em formatinho na linha editorial Marvel Age.
Esta série foi criada por Sean McKeever (argumento) e UDON (arte), nomeadamente Eric Vedder, Joe Vriens e Scott Hepburn, contando também a partir do #3 com a arte de Heilig.

## Arcos de história

### Salvage(6 partes)
Depois de descobrir componentes destruídos em batalha de um Sentinela (um robot gigante perseguidor de mutantes, construído pelo governo), Juston decide utilizar os seus dons tecnológicos para montar de novo o robô. O tempo passado a construir o robô afastou-o um pouco do contacto com os amigos e de Jessie, uma finalista com o namorado na faculdade, pela qual Juston tem uma paixoneta, e cuja relação tem conhecido mais baixos que altos. Por outro lado, o tormento crescente pelo que o fazem passar os finalistas Josh e Greg, fazem Juston atingir o limite.
Com o seu robô gigante de novo operacional, Juston envia-o numa simulação de um violento ataque à sua escola. No momento em que presumivelmente o robô ira descarregar a sua fúria em Josh e Greg, Juston aparentemente derrota a ameaça, como parte do seu plano para se sentir integrado na escola.
Apesar de ninguém ter sido ferido e o plano ter corrido como desejava, os danos materiais e o terror psicológico após o ataque que sofreu a população, fazem Juston sentir-se menos herói do que o consideram. Entretanto, a Comissão de Actividades Super-humanas do FBI inicia uma investigação sobre o incidente.

### No Hero(3 partes)
Dado Juston se ter tornado um herói, a popular adolescente Ashley Nichols tenta se envolver emcionalmente com ele, para desconforto de Jessie.
Numa tentativa de se sentir melhor consigo próprio, Juston utiliza o seu robô para realizar alguns salvamentos, entre os quais o de um avião caído num lago. Apesar do robô resistir cada vez mais às suas instruções, consegue salvar os sobreviventes do desastre e é inclusivamente salvo de morrer afogado pelo próprio Sentinela, após uma batalha deste com agentes da Comissão de Actividades Super-humanas .
Entretanto, as enxaquecas do seu irmão Chris pioram...

### Awakening(3 partes)
O Agente Rinehart da Comissão de Actividades Super-humanas descobre o segredo de Juston e Juston também descobre um segredo sobre Rinehart - ele é um mutante que se vê agora obrigado a travar uma luta de morte contra um Sentinela cada vez mais fiel à sua programação original de extermínio de mutantes. Juston tenta salvar Rinehart, mas é este que o salva de ser destruído pelo Sentinela, pagando tal acto com a sua vida e a incapacitação do Sentinela.
Entretanto, Chris tem alta do hospital, com uma plena recuperação, e Juston começa a namorar com Ashley, tudo parecendo um pesadelo já longínquo.
No entanto, uma visita do Agente Walsh, faz Juston perceber que uma vez na posse do Sentinela, a Comissão de Actividades Super-humanas descobrirá o seu segredo novamente. Nessa noite, Juston reactiva um debilitado robô, retirando-o da posse da Comissão de Actividades Super-humanas e foge com o Sentinela ainda em recuperação, com a missão de encontrar a sua mãe, que abandonou o lar anos atrás, através da pesquisa do DNA daquela pelo Sentinela.

## Personagens principais
- Juston Seyfert
- Sentinela
- Jessie - amiga de Juston
- Christopher Seyfert - irmão de Juston
- Pete Seyfert - pai de Juston e Chris
- Matt e Alex Anderson - amigos de Juston
- Brian Rinehart e Walsh - agentes da Comissão de Actividades Super-humanas do FBI
- Ashley Nichols - namorada de Juston
- Josh, Greg e Dan - colegas de Juston
- John, Vernon, Leslie e Molly  Pritchard - acidentados no desastre de avião
- Shelly - namorada de Alex

## Incertezas sobre o futuro
O fim de Sentinel #12 deixado propositadamente em aberto por McKeever, quando tudo parecia concluir a narrativa, pode permitir que no futuro aquele ou outro argumentista continuem as aventuras de Juston e do seu Sentinela em revista própria ou integrados em revista alheia. No entanto, até ao momento, não existem novidades nesse sentido.